# Aïcirits-Camou-Suhast
Pour les articles homonymes, voir Aïcirits, Camou et Suhast.
Aïcirits-Camou-Suhast [a.isiʁits kamu sy.ast] est une commune française, située dans le département des Pyrénées-Atlantiques en région Nouvelle-Aquitaine.

## Géographie

### Localisation
La commune d'Aïcirits-Camou-Suhast se trouve dans le département des Pyrénées-Atlantiques, en région Nouvelle-Aquitaine.
Elle se situe à 86 km par la route de Pau, préfecture du département, à 57 km de Bayonne, sous-préfecture, et à 2 km de Saint-Palais, bureau centralisateur du canton du Pays de Bidache, Amikuze et Ostibarre dont dépend la commune depuis 2015 pour les élections départementales.
La commune fait en outre partie du bassin de vie de Saint-Palais.
Les communes les plus proches sont : 
Saint-Palais(1,3 km), Béhasque-Lapiste (1,8 km), Arbérats-Sillègue (2,3 km), Amendeuix-Oneix (2,5 km), Garris (3,1 km), Gabat (3,9 km), Arbouet-Sussaute (4,2 km), Luxe-Sumberraute (4,4 km).
Sur le plan historique et culturel, Aïcirits-Camou-Suhast fait partie de la province de la Basse-Navarre, un des sept territoires composant le Pays basque,. La Basse-Navarre en est la province la plus variée en ce qui concerne son patrimoine, mais aussi la plus complexe du fait de son morcellement géographique. Depuis 1999, l'Académie de la langue basque ou Euskalzaindia divise la Basse-Navarre en six zones,. La commune est dans le pays de Mixe (Amikuze), au nord-est de ce territoire.

### Communes limitrophes
Les communes limitrophes sont  Amendeuix-Oneix, Arbouet-Sussaute, Arbérats-Sillègue, Béhasque-Lapiste, Gabat et Saint-Palais.
| Gabat           |                       | Arbouet-Sussaute  |
| Amendeuix-Oneix | Aïcirits-Camou-Suhast | Arbérats-Sillègue |
| Saint-Palais    | Béhasque-Lapiste      |                   |

### Hydrographie

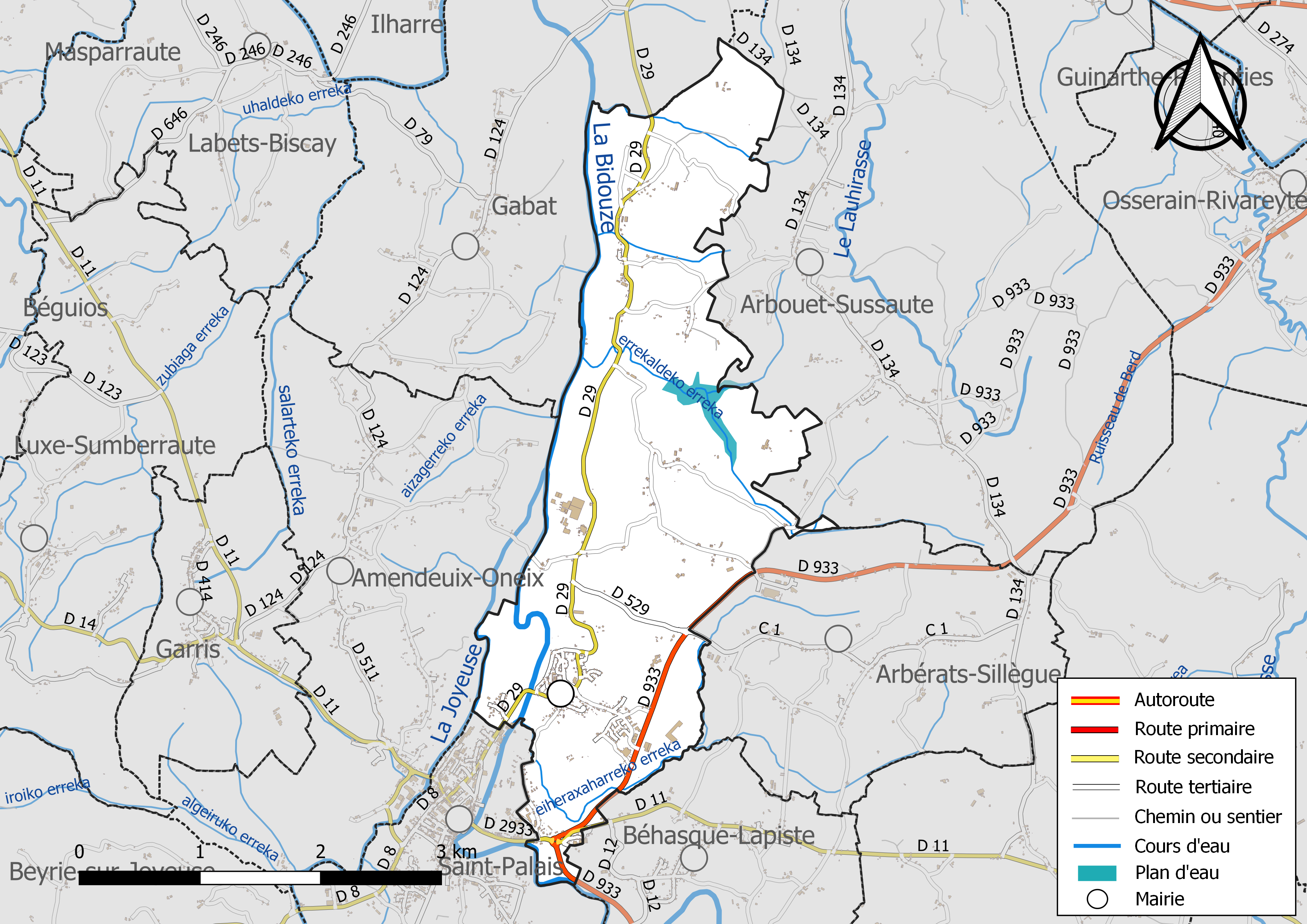
Réseaux hydrographique et routier d'Aïcirits-Camou-Suhast.

La commune est drainée par la Bidouze, la Joyeuse, Eiheraxaharreko erreka, Errekaldeko erreka, et par divers petits cours d'eau, constituant un réseau hydrographique de 12,2 km de longueur totale,.
La Bidouze, d'une longueur totale de 82,2 km, prend sa source dans la commune d'Aussurucq et s'écoule du sud vers le nord. Elle traverse la commune et se jette dans l'Adour à Guiche, après avoir traversé 26 communes.
La Joyeuse, d'une longueur totale de 26,7 km, prend sa source dans la commune d'Iholdy et s'écoule. Elle longe la commune sur son flanc ouest et constitue la limite séparative avec la commune d'Amendeuix-Oneix puis conflue avec la Bidouze à Amendeuix-Oneix, en limite sud-ouest de la commune d'Aïcirits-Camou-Suhast, après avoir traversé 7 communes.

### Climat
Pour des articles plus généraux, voir Climat de la Nouvelle-Aquitaine et Climat des Pyrénées-Atlantiques.
Historiquement, la commune est exposée à un micro climat océanique basque.  
En 2020, Météo-France publie une typologie des climats de la France métropolitaine dans laquelle la commune est exposée à un climat de montagne et est dans la région climatique Pyrénées atlantiques, caractérisée par une pluviométrie élevée (>1 200 mm/an) en toutes saisons, des hivers très doux (7,5 °C en plaine) et des vents faibles.
Pour la période 1971-2000, la température annuelle moyenne est de 13,8 °C, avec une amplitude thermique annuelle de 13,4 °C. Le cumul annuel moyen de précipitations est de 1 341 mm, avec 12,4 jours de précipitations en janvier et 8,3 jours en juillet. Pour la période 1991-2020, la température moyenne annuelle observée sur la station météorologique installée sur la commune est de 14,3 °C et le cumul annuel moyen de précipitations est de 1 219,1 mm,. Pour l'avenir, les paramètres climatiques de la commune estimés pour 2050 selon différents scénarios d’émission de gaz à effet de serre sont consultables sur un site dédié publié par Météo-France en novembre 2022.
| Mois                                  | jan.          | fév.            | mars          | avril           | mai             | juin         | jui.          | août           | sep.          | oct.          | nov.            | déc.           | année      |
| ------------------------------------- | ------------- | --------------- | ------------- | --------------- | --------------- | ------------ | ------------- | -------------- | ------------- | ------------- | --------------- | -------------- | ---------- |
| Température minimale moyenne (°C)     | 3             | 3               | 5             | 7,2             | 10,7            | 14           | 15,9          | 15,8           | 12,8          | 10,2          | 5,9             | 3,5            | 8,9        |
| Température moyenne (°C)              | 7,7           | 8,2             | 10,7          | 12,9            | 16,2            | 19,4         | 21,2          | 21,4           | 18,7          | 15,8          | 10,7            | 8,3            | 14,3       |
| Température maximale moyenne (°C)     | 12,4          | 13,4            | 16,5          | 18,5            | 21,7            | 24,9         | 26,5          | 27             | 24,7          | 21,3          | 15,6            | 13             | 19,6       |
| Record de froid (°C) date du record   | −7,5 26.01.00 | −9,6 12.02.12   | −9 01.03.05   | −2,9 04.04.1996 | 0,6 06.05.19    | 4,3 01.06.06 | 8,2 21.07.01  | 5,7 29.08.1998 | 2,5 26.09.02  | −1,6 25.10.03 | −6,6 22.11.1998 | −10,1 25.12.01 | −10,1 2001 |
| Record de chaleur (°C) date du record | 25,1 01.01.22 | 29,1 26.02.1994 | 29,2 31.03.21 | 32,5 30.04.05   | 35,8 30.05.1996 | 42 18.06.22  | 41,1 18.07.22 | 41 11.08.22    | 38,1 12.09.16 | 34,8 02.10.23 | 28,3 23.11.14   | 25,1 19.12.15  | 42 2022    |
| Précipitations (mm)                   | 123,7         | 104,5           | 93,9          | 112,5           | 101,5           | 81,8         | 67,2          | 66,5           | 90,6          | 102           | 157,8           | 117,1          | 1 219,1    |

### Milieux naturels et biodiversité

#### Réseau Natura 2000
Le réseau Natura 2000 est un réseau écologique européen de sites naturels d'intérêt écologique élaboré à partir des Directives « Habitats » et « Oiseaux », constitué de zones spéciales de conservation (ZSC) et de zones de protection spéciale (ZPS).
Un site Natura 2000 a été défini sur la commune au titre de la « directive Habitats » : « la Bidouze (cours d'eau) »,.

#### Zones naturelles d'intérêt écologique, faunistique et floristique
L’inventaire des zones naturelles d'intérêt écologique, faunistique et floristique (ZNIEFF) a pour objectif de réaliser une couverture des zones les plus intéressantes sur le plan écologique, essentiellement dans la perspective d’améliorer la connaissance du patrimoine naturel national et de fournir aux différents décideurs un outil d’aide à la prise en compte de l’environnement dans l’aménagement du territoire.
Une ZNIEFF de type 2 est recensée sur la commune, : 
le « réseau hydrographique de la Bidouze et annexes hydrauliques » (2 867,4 ha), couvrant 30 communes dont 1 dans les Landes et 29 dans les Pyrénées-Atlantiques.

## Urbanisme

### Typologie
Au 1er janvier 2024, Aïcirits-Camou-Suhast est catégorisée commune rurale à habitat dispersé, selon la nouvelle grille communale de densité à sept niveaux définie par l'Insee en 2022.
Elle appartient à l'unité urbaine de Saint-Palais, une agglomération intra-départementale regroupant trois  communes, dont elle est une commune de la banlieue,,. Par ailleurs la commune fait partie de l'aire d'attraction de Saint-Palais, dont elle est une commune de la couronne,. Cette aire, qui regroupe 25 communes, est catégorisée dans les aires de moins de 50 000 habitants,.

### Occupation des sols

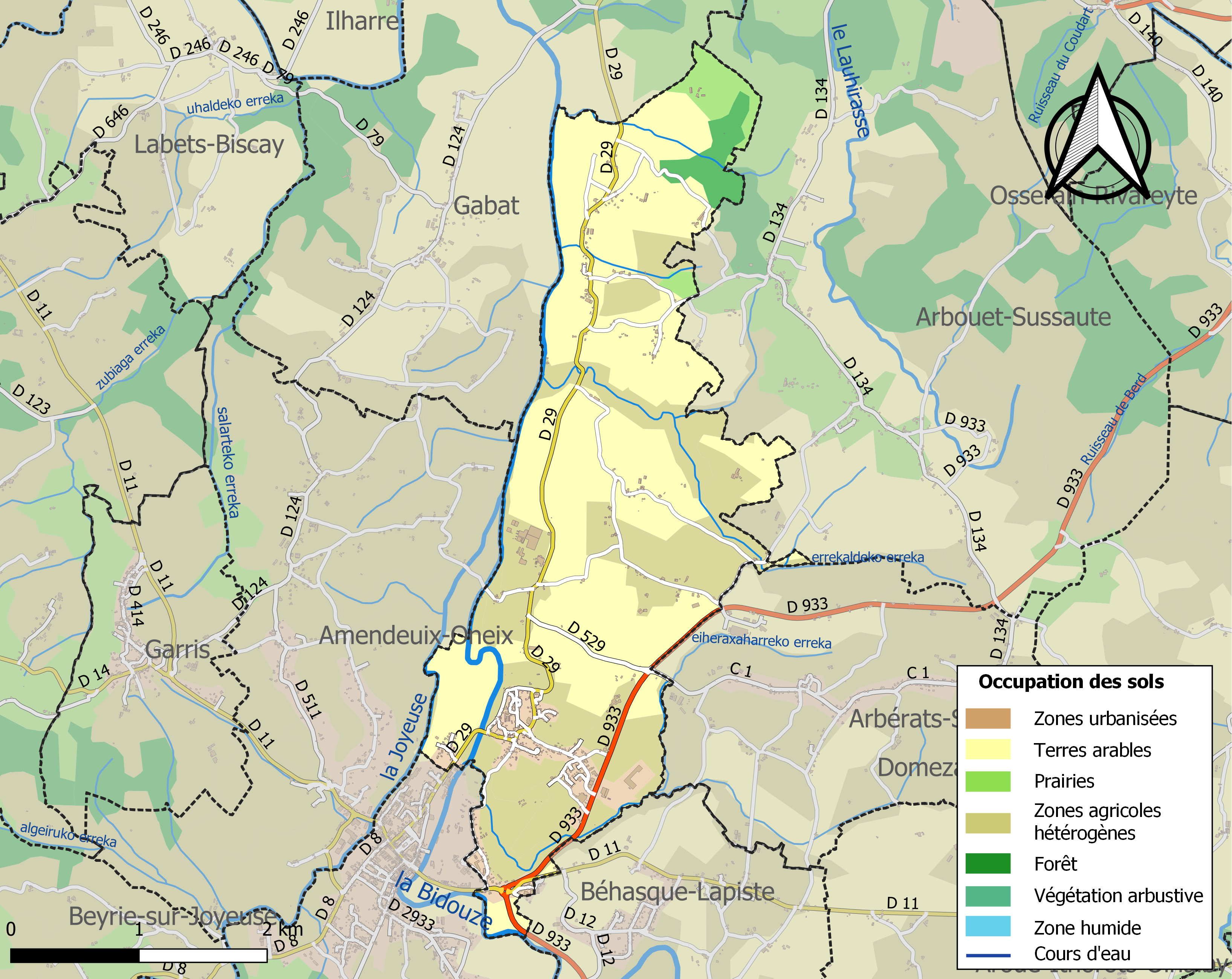
Carte des infrastructures et de l'occupation des sols de la commune en 2018 (CLC).

L'occupation des sols de la commune, telle qu'elle ressort de la base de données européenne d’occupation biophysique des sols Corine Land Cover (CLC), est marquée par l'importance des territoires agricoles (91,3 % en 2018), une proportion sensiblement équivalente à celle de 1990 (91,7 %). La répartition détaillée en 2018 est la suivante : 
terres arables (54,8 %), zones agricoles hétérogènes (33,7 %), zones urbanisées (6,1 %), prairies (2,8 %), forêts (2,6 %). L'évolution de l’occupation des sols de la commune et de ses infrastructures peut être observée sur les différentes représentations cartographiques du territoire : la carte de Cassini (XVIIIe siècle), la carte d'état-major (1820-1866) et les cartes ou photos aériennes de l'IGN pour la période actuelle (1950 à aujourd'hui).

### Lieux-dits et hameaux
- Aguerria[10]
- Ahano[10]
- Aïcirits[10]
- Aiherguy[10]
- Berhouet[10]
- Blazy[10]
- Bordaberry[10]
- Camou[10]
- Capou[10]
- Changartia[10]
- Chourry[10]
- Christy[10] (2 lieux-dits)
- Coutrenia[10]
- Elgartemix[10]
- Enauthardy[10]
- Errecaldia[10]
- Escutary[10]
- Esquilamborda[10]
- Etchart[10]
- Etchebestia[10]
- Etchecoin[10]
- Etchegorria[10]
- Eyhera[10]
- Eyherabidia[10]
- Goyhenetchia[10]
- Halsague[10]
- l'Hippodrome[10]
- Hourcadette[10]
- Ihitzague[10]
- Ilhardoy[10]
- Jauberria[10]
- Larrabure[10]
- Larramendy[10]
- Larrania[10]
- Larrartia[10]
- Longynia[10]
- Mandachainia[10]
- Mendiburia[10]
- Mocoroua[10]
- Oyhenart[10]
- Sagaspea[10]
- Salha[10],[30]
- Salle[10]
- Suhast[10]
- Tocoua[10]
- Tolospia[10]
- Ttarga (zone artisanale)[10]

### Voies de communication et transports
Aïcirits-Camou-Suhast est desservie par les routes départementales D 11, D 29, D 933 et D 529.

### Risques majeurs
Le territoire de la commune d'Aïcirits-Camou-Suhast est vulnérable à différents aléas naturels : météorologiques (tempête, orage, neige, grand froid, canicule ou sécheresse), inondations, feux de forêts et séisme (sismicité moyenne). Un site publié par le BRGM permet d'évaluer simplement et rapidement les risques d'un bien localisé soit par son adresse soit par le numéro de sa parcelle.
Certaines parties du territoire communal sont susceptibles d’être affectées par le risque d’inondation par une crue torrentielle ou à montée rapide de cours d'eau, notamment la Bidouze et la Joyeuse. La commune a été reconnue en état de catastrophe naturelle au titre des dommages causés par les inondations et coulées de boue survenues en 1982, 1983, 1988, 2009, 2014 et 2016,.
Aïcirits-Camou-Suhast est exposée au risque de feu de forêt. En 2020, le premier plan de protection des forêts contre les incendies (PDPFCI) a été adopté pour la période 2020-2030. La réglementation des usages du feu à l’air libre et les obligations légales de débroussaillement dans le département des Pyrénées-Atlantiques font l'objet d'une consultation de public ouverte du 16 septembre au 7 octobre 2022,.

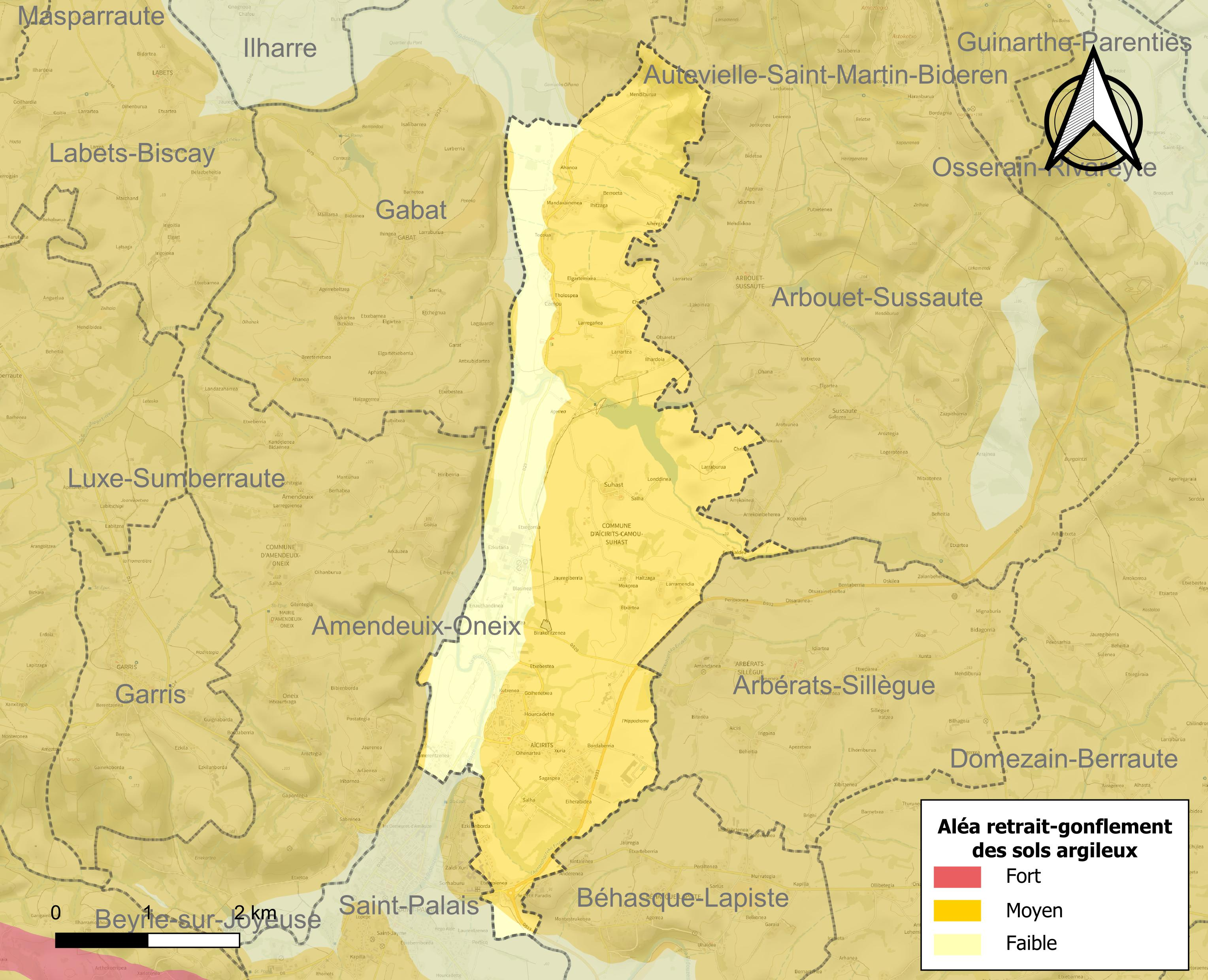
Carte des zones d'aléa retrait-gonflement des sols argileux d'Aïcirits-Camou-Suhast.

Le retrait-gonflement des sols argileux est susceptible d'engendrer des dommages importants aux bâtiments en cas d’alternance de périodes de sécheresse et de pluie. 78,1 % de la superficie communale est en aléa moyen ou fort (59 % au niveau départemental et 48,5 % au niveau national). Depuis le 1er octobre 2020, en application de la loi ELAN, différentes contraintes s'imposent aux vendeurs, maîtres d'ouvrages ou constructeurs de biens situés dans une zone classée en aléa moyen ou fort,.

## Toponymie

### Attestations anciennes
Le toponyme Aïcirits apparaît sous les formes 
Sanctus Martinus de Assiriz (1160), 
Ayxiritz (1316), 
Aysiriz (1350), 
Aychiritz (1413) et 
Ayxeriis (1472, notaires de Labastide-Villefranche).
Jean-Baptiste Orpustan propose l’étymologie basque aitz (« haut ») et aratze  (« fougeraie ») donnant « fougeraie du haut » ou « fougeraie des rochers ».
Le toponyme Camou apparaît sous les formes  
Sanctus Petrus de Camono (1160), 
Camou (début du XIIIe siècle (cartulaire de Bayonne), 
Camo (1304), 
Chamo (1309), 
Gamo (1350), 
Camo (1413), 
Camur (1472, notaires de Labastide-Villefranche), 
Camo en Micxe (1479, contrats d'Ohix), 
Camo (1519, titres de Navarre), 
Camu (1621, Martin Biscay), 
Camon (1793) et 
Camou-Mixe (1863, dictionnaire topographique Béarn-Pays basque).
Le toponyme Suhast apparaît sous les formes 
Sancta Maria de Suhast (1160), 
Suhast (1316), 
Suast (1350), 
Suhast (1413) et 
Suast (1513, titres de Pampelune). Jean-Baptiste Orpustan, indique que Suhast provient de zuhaztoi, 'plantation d'arbres'.
Suhast est un dérivé du basque originel Zuhazti, lui-même provenant d’un zuhaztoi (« plantation d’arbres ».

### Autres toponymes
Le château de Salat, sur Aïcirits, était un fief relevant du royaume de Navarre, qui apparaît sous les graphies 
Çalaha (1384, collection Duchesne volume CX) et 
la maison deu senhor de Salha en lo pays de Micxe (1547, titres de Navarre).
Uhart-Juzon était un fief d’Aïcirits, mentionné en 1863 dans le dictionnaire topographique Béarn-Pays basque, vassal du royaume de Navarre.

### Graphie basque
Son nom basque actuel est Aiziritze-Gamue-Zohazti.

## Histoire
Suhast, ancien village de Camou-Mixe, s'est uni à Aïcirits et Camou-Mixe le 22 mars 1842.

## Politique et administration

### Liste des maires
| Période | Période  | Identité      | Étiquette | Qualité |
| ------- | -------- | ------------- | --------- | ------- |
| 1995    | 2014     | Guy Énéco     | CPNT      |         |
| 2014    | En cours | Chantal Erguy | CPNT      |         |

#### Rattachements administratifs
La commune est rattachée aux organismes administratifs suivants (liste non limitative) :
- le bassin de vie de Saint-Palais ;
- l'agence locale pour l'Emploi (ALE) de Biarritz ;
- la caisse d'allocations familiales de Bayonne ;
- la chambre de commerce et d'industrie de Bayonne Pays basque ;
- le secteur sanitaire de Bayonne Saint-Palais-Sud Ouest-Landes ;
- la subdivision de la direction départementale de l'Équipement de Saint-Palais - Bidache.

#### Circonscriptions judiciaires
La commune dépend du tribunal d'instance de Bayonne, du tribunal de grande instance de Bayonne et de la cour d'appel de Pau.

### Intercommunalité
La commune appartient à la communauté d'agglomération du Pays Basque. Elle est membre du syndicat d'énergie des Pyrénées-Atlantiques, de l'Agence publique de gestion locale et des syndicats intercommunaux de regroupement pédagogique « Ikas bidea » et pour le fonctionnement des écoles d'Amikuze.

## Population et société

### Démographie
Le nom des habitants est Aiziriztar,.
En 1350, 20 feux sont signalés à Camou.
Le recensement à caractère fiscal de 1412-1413, réalisé sur ordre de Charles III de Navarre, comparé à celui de 1551 des hommes et des armes qui sont dans le présent royaume de Navarre d'en deçà les ports, révèle une démographie en forte croissance. Le premier indique à Aïcirits la présence de 4 feux, le second de 13 (12 + 1 feu secondaire). De même à Camou, le recensement de 1412-1413 relève 10 feux, et celui de 1551 31 (27 + 4 feux secondaires). Enfin à Suhast, les dénombrements indiquent 6 feux pour le premier et 22 (21 + 1 feu secondaire) pour le second.
Le recensement de la population de Basse-Navarre de 1695 dénombre 31 feux à Aïcirits, 49 à Camou, et 38 à Suhast.
L'évolution du nombre d'habitants est connue à travers les recensements de la population effectués dans la commune depuis 1793. Pour les communes de moins de 10 000 habitants, une enquête de recensement portant sur toute la population est réalisée tous les cinq ans, les populations de référence des années intermédiaires étant quant à elles estimées par interpolation ou extrapolation. Pour la commune, le premier recensement exhaustif entrant dans le cadre du nouveau dispositif a été réalisé en 2006.

En 2022, la commune comptait 695 habitants, en évolution de +3,42 % par rapport à 2016 (Pyrénées-Atlantiques : +3,78 %, France hors Mayotte : +2,11 %).
| 1793 | 1800 | 1806 | 1821 | 1831 | 1836 | 1841 | 1846 | 1851 |
| ---- | ---- | ---- | ---- | ---- | ---- | ---- | ---- | ---- |
| 206  | 211  | 236  | 186  | 262  | 252  | 261  | 256  | 281  |

| 1856 | 1861 | 1866 | 1872 | 1876 | 1881 | 1886 | 1891 | 1896 |
| ---- | ---- | ---- | ---- | ---- | ---- | ---- | ---- | ---- |
| 252  | 240  | 225  | 211  | 207  | 228  | 254  | 226  | 270  |

| 1901 | 1906 | 1911 | 1921 | 1926 | 1931 | 1936 | 1946 | 1954 |
| ---- | ---- | ---- | ---- | ---- | ---- | ---- | ---- | ---- |
| 249  | 238  | 238  | 234  | 249  | 235  | 240  | 202  | 179  |

| 1962 | 1968 | 1975 | 1982 | 1990 | 1999 | 2006 | 2011 | 2016 |
| ---- | ---- | ---- | ---- | ---- | ---- | ---- | ---- | ---- |
| 204  | 219  | 564  | 531  | 531  | 559  | 642  | 650  | 672  |

| 2021 | 2022 | - | - | - | - | - | - | - |
| ---- | ---- | - | - | - | - | - | - | - |
| 687  | 695  | - | - | - | - | - | - | - |

Les tableaux démographiques ci-dessus ne concernent, avant 1842, que la commune de Camou-Mixe. Avant cette date, Suhast a connu l'évolution suivante :
| 1793 | 1800 | 1806 | 1821 | 1831 | 1836 |
| ---- | ---- | ---- | ---- | ---- | ---- |
| 148  | 152  | 155  | 131  | 145  | 148  |

## Économie
Aïcirits-Camou-Suhast est classée par l'INSEE parmi les communes appartenant à l'espace à dominante rurale et dépend de la région agricole des Coteaux du Pays basque. Elle fait partie d'une zone agricole défavorisée dite simple (au sens du ministère de l’agriculture, de l’alimentation, de la pêche et des affaires rurales).
Le siège social de la société Lur Berri, groupe coopératif agro-alimentaire, est situé à Aïcirits-Camou-Suhast.
La commune fait partie de la zone d'appellation de l'ossau-iraty.
Elle accueille également d'autres entreprises du secteur agro-alimentaire qui font partie des cinquante premières du département : 
- Union coop agricole alimentation bétail (fabrication d'aliments pour animaux de ferme) ;
- Haraguy-jambon de Bayonne (préparation industrielle de produits à base de viande) ;
- LBO (fabrication d'aliments pour animaux de ferme) ;
- Lajournade SAS (préparation industrielle de produits à base de viande).
- Nuditx, centre nudiste attirant une clientèle grandissante venant de la côte.

## Culture locale et patrimoine

### Langues
D'après la Carte des Sept Provinces Basques éditée en 1863 par le prince Louis-Lucien Bonaparte, le dialecte basque parlé à Aicirits-Camou-Suhast est le bas-navarrais oriental.
Le village de Camou possède une caverne (grotte d'Oltzibarre) étroitement liée à la légende de Txahalgorri, le jeune taureau rouge.

### Lieux et monuments

#### Patrimoine civil
L'ancien château de Camou, inscrit monument historique depuis 1993, date du XVIIe siècle. Il recèle des collections d'outils anciens et de maquettes de machines tirées des plans de Léonard de Vinci.

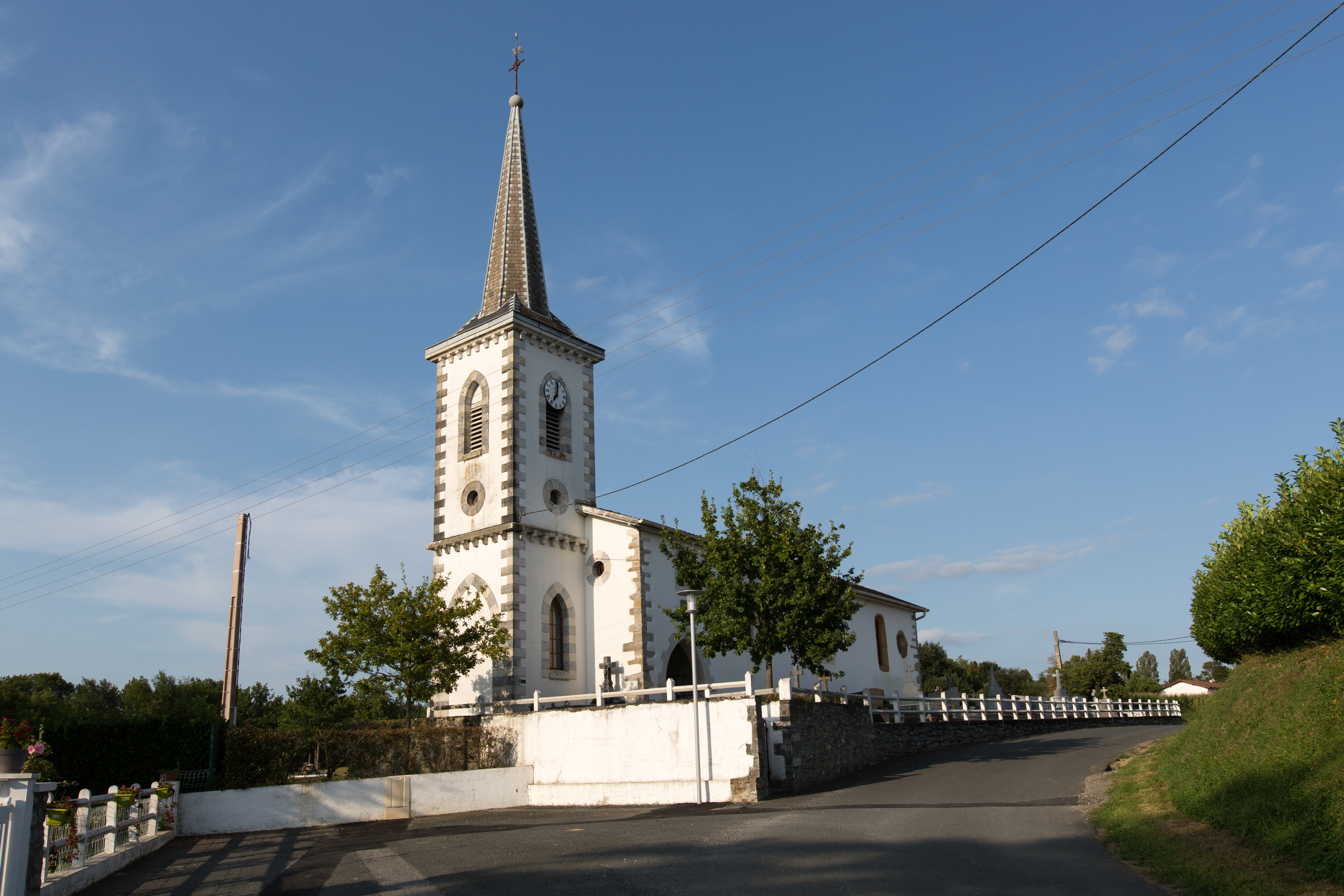
Église Saint-Martin d'Aïcirits

#### Patrimoine religieux
- L'église Saint-Martin[66], à Aïcirits, date de la fin du XIXe siècle. Elle est inscrite à l'Inventaire général du patrimoine culturel[66]. L'église est dédiée à saint Martin de Tours.
- Église de l'Assomption de Suhast. L'église est dédiée à l'Assomption de Marie.
- Église Saint-Pierre de Camou. L'église est dédiée à l'apôtre saint Pierre.

### Personnalités liées à la commune
- Martin Landerretche, né le 26 juillet 1842 à Bussunarits-Sarrasquette et mort le 29 janvier 1930 à Espelette, est bascologue, prêtre, écrivain et académicien basque français de langue basque. Il fut curé d'Aïcirits.
- Jean Larrart, né en 1884 à Camou et mort en 1966 à Montbeton (Tarn-et-Garonne), est un missionnaire français des Missions étrangères de Paris, archevêque de Guiyang, en Chine, de 1933 à 1952.

### Héraldique
| Blason | Blasonnement : Porte trois écus posés 2 et 1 1- "D'azur à deux clefs d'or passées en sautoir adextrées d'un monde du même au chef d'argent chargé de trois croix pattées de gueules" pour Aïcirits 2- "D'azur au loup passant d'or armé et lampassé de gueules à la bordure cousue du même chargée de huit flanchis d'or 2,2,2 et 2" pour Camou 3- "D'or à trois chênes arrachés de sinople fûtés au naturel" pour Suhast. |

## Pour approfondir